# Lenore Kasdorf
Lenore Kasdorf (Queens - New York, 23 juli 1948) is een Amerikaanse actrice.

## Biografie
Kasdorf heeft van 1963 tot en met 1965 haar opleiding genoten op een internationale school in Bangkok, omdat haar vader kolonel was in het Amerikaanse leger en daar gestationeerd was. Op deze school was Kasdorf ook cheerleader.
Kasdorf begon in 1971 met acteren in de televisieserie Night Gallery. Hierna speelde ze rollen in televisieseries en films zoals Cannon (1973-1974), The Streets of San Francisco (1972-1975), Missing in Action (1984), Santa Barbara (1986-1987), Jake and the Fatman (1989-1991), Murder, She Wrote (1984-1992), Babylon 5 (1994) en Starship Troopers. Kasdorf kreeg in 2004 last van een verlamming door een ontsteking in haar ruggengraat. Ze overwon deze ziekte maar heeft sindsdien niet meer geacteerd.
Kasdorf was van 1977 tot en met 1983 getrouwd en heeft uit dit huwelijk een dochter.

## Filmografie

### Films
Uitgezonderd korte films.
- 2004 - Cellular – als kaartcontroleur
- 1997 - Starship Troopers – als mevr. Rico
- 1996 - Amityville: Dollhouse – als tante Marla
- 1994 - Children of the Dark – als Peggy
- 1992 - Revenge on the Highway – als Shirley Trump
- 1992 - Somebody's Daughter – als Sydney
- 1992 - A Murderous Affair: The Carolyn Warmus Story – als Betty Jeanne Solomon
- 1992 - Nervous Ticks – als Katie
- 1991 - The Woman Who Sinned – als Jane Mary Woodman
- 1990 - Kid – als Alice
- 1989 - Dinner at Eight – als Lucy Talbot
- 1989 - L.A. Bounty – als Kelly Rhodes
- 1987 - A Different Affair – als Natalie
- 1985 - Covenant – als Cathy Resnick
- 1985 - Dark Horse – als Alice
- 1984 - Missing in Action – als Ann Fitzgerald
- 1974 - The F.B.I. Story: The FBI Versus Alvin Karpis, Public Enemy Number One – als Rita
- 1974 - Big Rose: Double Trouble – als serveerster
- 1974 - Manhunter – als Sally
- 1973 - Fly Me – als Andrea
- 1972 - Where Does It Hurt?

### Tv-series
Uitgezonderd eenmalige gastrollen.
- 1996 - High Incident – als Julie Jensen – 5 afl.
- 1996 - The Bold and the Beautiful - als Pamela Gellar - 4 afl.
- 1994 - Babylon 5 – als verslaggeefster – 3 afl.
- 1989-1992 - Coach – als Beth Fox – 4 afl.
- 1986-1987 - Santa Barbara – als Caroline Wilson Lockridge – 87 afl.
- 1984 - Days of our Lives - als dr. Veronica Kimball - 4 afl.
- 1977-1981 - Guiding Light - als Rita Stapleton - 24 afl.

- Bibliothèque nationale de France: cb14192448b (data)
- Gemeinsame Normdatei: 132754119X
- International Standard Name Identifier: 0000 0001 1894 5705
- Library of Congress Control Number: no2012075036
- Virtual International Authority File: 170033969
- WorldCat: E39PBJymty6K4PX9vP6YkyGvHC